# Stati e territori federali della Malaysia
La Federazione della Malaysia è divisa in 13 Stati federati (Negeri) e 3 territori federali (Wilayah Persekutuan).
Nella parte situata sulla penisola malese si trovano undici Stati e due territori federali mentre nel Borneo malese si trovano due Stati e il territorio, prevalentemente insulare, di Labuan.

## Stati e territori

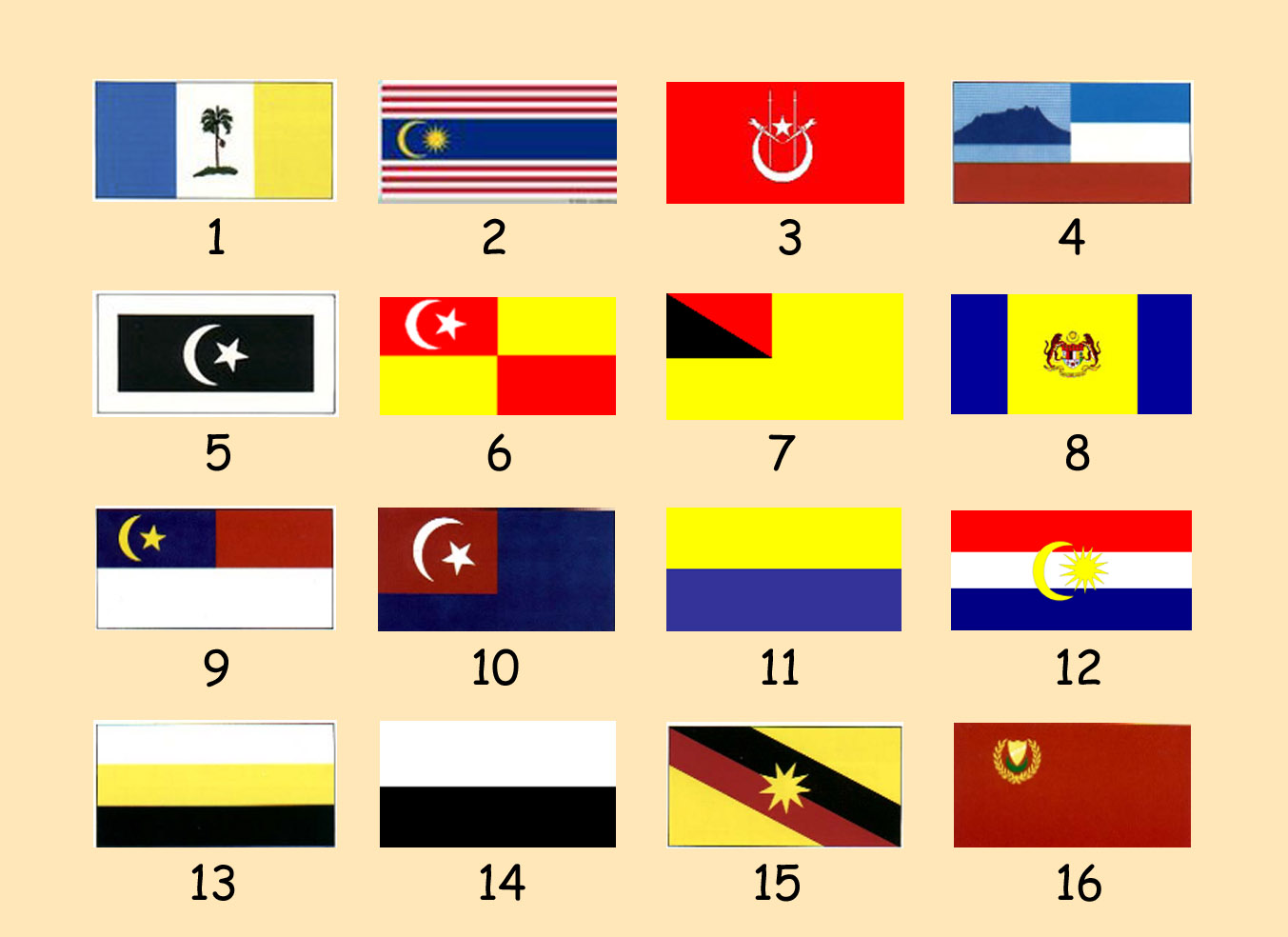
Bandiere dei 13 Stati e dei 3 territori federali.
1 Penang; 2 Kuala Lumpur; 3 Kelantan; 4 Sabah;
5 Terengganu; 6 Selangor; 7 Negeri Sembilan; 8 Putrajaya;
9 Malacca; 10 Johor; 11 Perlis; 12 Labuan;
13 Perak; 14 Pahang; 15 Sarawak; 16 Kedah

Territori federali di Kuala Lumpur, Labuan e Putrajaya

### Malaysia peninsulare
Tra parentesi sono riportate le città capitali.
- Johor (Johor Bahru)
- Kedah (Alor Setar)
- Kelantan (Kota Bharu)
- Territorio federale di Kuala Lumpur (Kuala Lumpur)
- Malacca (Malacca)
- Negeri Sembilan (Seremban)
- Pahang  (Kuantan)
- Perak (Ipoh)
- Perlis (Kangar)
- Penang (George Town)
- Territorio federale di Putrajaya (Putrajaya)
- Selangor (Shah Alam)
- Terengganu (Kuala Terengganu)

### Malaysia orientale (Borneo malese)
- Territorio federale di Labuan (Victoria)
- Sabah (Kota Kinabalu)
- Sarawak (Kuching)

## Politica e amministrazione
Nove Stati, corrispondenti ai nove regni storici della Malesia sono governati da un Sovrano (chiamato Sultano, Raja o Yang di-Pertuan Besar), coadiuvato da un Primo Ministro (chiamato Menteri Besar) che detiene il potere esecutivo. I regnanti di Johor, Kedah, Kelantan, Pahang, Perak, Selangor e Terengganu hanno il titolo di Sultani. Il regnante di Negeri Sembilan ha il titolo di Yang di-pertuan Besar. Perlis è l'unico Stato dove il sovrano ha il titolo di Raja.
I sovrani ereditari scelgono al loro interno il capo supremo della Federazione (denominato Yang di-Pertuan Agong), che rimane in carica 5 anni.

## Storia
Singapore divenne uno Stato della Malaysia, con il nome di Stato di Singapore, dalla formazione della Federazione il 16 settembre 1963, ma venne espulso da essa il 9 agosto 1965, diventando uno Stato indipendente.
Il protettorato britannico del Brunei fu invitato ad unirsi alla federazione, ma decise di non entrarvi a causa di diverse questioni, quali la divisione delle royalties sul petrolio bruneiano e le proteste dei gruppi di opposizione, sfociate nella rivolta del 1962. Il Brunei mantenne dunque il suo status di protettorato finché non ottenne la completa indipendenza dal Regno Unito nel 1984.

## Statistiche
Dati del censimento 2010.
| Nome            | Localizzazione | Capoluogo        | Popolazione | Area (km²) | Densità | Pop. urb.(%) | Bumiputra (%) | Cinesi (%) | Indiani (%) |
| --------------- | -------------- | ---------------- | ----------- | ---------- | ------- | ------------ | ------------- | ---------- | ----------- |
| Johor           |                | Johor Bahru      | 3 348 283   | 19 210     | 174     | 71,9         | 58,9          | 33,6       | 7.,1        |
| Kedah           |                | Alor Setar       | 1 890 098   | 9 500      | 199     | 64,6         | 77,9          | 13,6       | 7,3         |
| Kelantan        | rand           | Kota Bharu       | 1 459 994   | 15 099     | 97      | 42,4         | 95,7          | 3,4        | 0,3         |
| Malacca         | rand           | Malacca City     | 788 706     | 1 664      | 470     | 86,5         | 66,9          | 26,4       | 6,2         |
| Negeri Sembilan |                | Seremban         | 997 071     | 6 686      | 150     | 66,5         | 61,3          | 23,2       | 15,2        |
| Pahang          |                | Kuantan          | 1 443 365   | 36 137     | 40      | 50,5         | 79,0          | 16,2       | 4,4         |
| Penang          |                | George Town      | 1 520 143   | 1 048      | 1 500   | 90,8         | 43,6          | 45,6       | 10,4        |
| Perak           |                | Ipoh             | 2 258 428   | 21 035     | 110     | 69,7         | 57,0          | 30,4       | 12,2        |
| Perlis          |                | Kangar           | 227 025     | 821        | 280     | 51,4         | 88,4          | 8,0        | 1,2         |
| Selangor        |                | Shah Alam        | 5 411 324   | 8 104      | 670     | 91,4         | 57,1          | 28,6       | 13,5        |
| Terengganu      |                | Kuala Terengganu | 1 015 776   | 13 035     | 69      | 59,1         | 97,0          | 2,6        | 0,2         |
| Sabah           |                | Kota Kinabalu    | 3 117 405   | 73 631     | 42      | 54,0         | 84,8          | 12,8       | 0,3         |
| Sarawak         |                | Kuching          | 2 420 009   | 124 450    | 19      | 53,8         | 74,8          | 24,5       | 0,3         |
| Kuala Lumpur    |                | (T)              | 1 627 172   | 243        | 6 891   | 100,0        | 45,9          | 43,2       | 10,3        |
| Labuan          |                | (T)              | 86 908      | 91         | 950     | 82,3         | 83,7          | 13,4       | 0,9         |
| Putrajaya       | rand           | (T)              | 67 964      | 49         | 1 400   | 100,0        | 98,0          | 0,7        | 1,2         |